# Арома Парк (Илиноис)
Арома Парк (енгл. Aroma Park) град је у америчкој савезној држави Илиноис.

## Демографија
По попису из 2010. године број становника је 743, што је 78 (-9,5%) становника мање него 2000. године.
| Група             | 2000.       | 2010.       |
| Белци             | 724 (88,2%) | 643 (86,5%) |
| Афроамериканци    | 35 (4,3%)   | 31 (4,2%)   |
| Азијати           | 0 (0,0%)    | 1 (0,1%)    |
| Хиспаноамериканци | 56 (6,8%)   | 62 (8,3%)   |
| Укупно            | 821         | 743         |